# 坂十仏
坂 十仏（さか じゅうぶつ、生没年不詳）は、鎌倉時代後期から南北朝時代の医師、連歌師である。

## 経歴・人物
京都の医師の家系を持つ坂九仏の子として生まれる。幼年期より、医学を学ぶ。後に光明天皇や室町幕府の初代将軍となる足利尊氏の侍医となった。
後に善阿から連歌を学び、『万葉集』を尊氏に講じた。1337年（建武4年/延元2年）には民部卿法印に叙せられる。1342年（康永元年/興国3年）には伊勢神宮で法楽歌を興し、『伊勢太神宮参詣記』を著した。子に坂士仏がいる。